# 마오 (포켓몬스터)
마오(マオ, Mallow)는 《포켓몬스터 썬&문》에 나오는 가공의 인물으로, 수련의 소꿉친구로 포켓몬스터 썬&문의 히로인이다.

## 정보
- 성우: 우에다 레이나/김율

당당하고 밝은 성격이다.엄마는 어렸을 적 돌아가셨다. 하지만 카푸느지느에 의해 엄마랑 재회한다.아빠가 식당을 운영하고 있어서 요리를 잘한다. 아이나식당을 최고의 식당으로 만드는 것이 꿈이다.

## 소지 포켓몬
| 포켓몬 | 도감번호 | 잡은 에피소드                           | 놓아준 에피소드 |
| ------ | -------- | --------------------------------------- | --------------- |
| 달코퀸 | #763     | 포켓몬스터 썬&문 제82화 2018년 7월 19일 | 현재 소유 중    |

1화에서 달콤아로 첫 등장하여, 18화에서 달무리나로 진화, 82화에서 달코퀸으로 최종진화한다. 달콤아는 어릴때 엄마가 잡아줬다.
쉐이미(환상의포켓몬)
쉐이미는 나중에 폼체인지를 하여서 동료들 곁으로 보내준다